# Wilhelm Berger
Wilhelm Reinhard Berger (Boston, 9 agosto 1861 – Jena, 16 gennaio 1911) è stato un compositore, pianista e direttore d'orchestra tedesco.

## Biografia
Berger dal 1878 al 1884 studiò pianoforte con Ernst Rudorff  e contrappunto con Friedrich Kiel presso il Conservatorio Reale di Berlino. Dal 1888 al 1903 fu insegnante presso il Conservatorio Klindworth-Scharwenka. Nel 1903 fu  membro dell'Accademia di belle arti e nello stesso anno fu nominato maestro di cappella a Meiningen.

## Opere principali

### Musica corale
- Drei Gesänge op. 44
  - Ach in diesen blauen Tagen
  - Lenzfahrt
- Vier geistliche Lieder und Gesänge op. 54
  - Mitten wir im Leben sind
  - Müde, das Lebensboot weiter zu steuern
  - Groß ist der Herr
- Drei Gesänge op. 103
  - Karfreitag
  - Sturmesmythe
  - Von ferne klingen Glocken

### Musica orchestrale
- Sinfonia n. 1 in si bemolle maggiore op. 71
- Sinfonia n. 2 in si minore op. 80

### Musica da camera
- Sonata per violino n. 1, op. 7
- Quartetto per pianoforte in la maggiore, op. 21
- Sonata per violoncello in re minore, op. 28
- Sonata per violino n. 2, op. 29
- Sonata per violino n. 3 in sol minore, op. 70
- Quintetto per archi in mi minore, op. 75 (1899)
- Trio in sol minore per clarinetto, violoncello e pianoforte, op. 94
- Quintetto per pianoforte in fa minore, op. 95
- Quartetto per pianoforte in do minore, op. 100